# Potència acústica
La potència acústica o volum és la quantitat d'energia (potència) radiada per una font determinada en forma d'ones per unitat de temps.
La potència acústica ve determinada per la mateixa amplitud de l'ona, perquè com més gran siga l'amplitud de l'ona, major és la quantitat d'energia (potència acústica) que genera. La potència acústica és un valor intrínsec de la font i no depèn del local on es trobe. És a dir, el valor no canvia per estar en un local reverberant o en un sec. El mesurament de la potència pot fer-se o a la font o a certa distància d'aquesta. S'ha de mesurar la pressió que les ones induïxen en el medi de propagació. En cada cas respectiu s'utilitzaria una unitat de potència acústica del SI diferent: En el cas de fer-ho en la font, s'empra el watt (W). En el cas de fer-ho a certa distància, s'empra el pascal (PA) que és la unitat de pressió.

## Nivell de potència acústica
És la percepció que té l'home de la potència acústica que és el que coneixem com a volum. Les persones no perceben de forma lineal el canvi (augment/disminució) de la potència conforme s'acosten/allunyen de la font. La percepció de la potència una sensació que és proporcionalment al logaritme d'eixa potència, per tant, és una relació logarítmica:
{\displaystyle {L_{W}}=\log {\frac {W_{1}}{W_{0}}}}
On W1 és la potència a estudiar, i W0 és la potència del llindar d'audició, que expressada en unitats del SI, equival a 10 - 12 watts, i que es pren com a referència fixa. La unitat per a mesurar el nivell de potència d'un so seria el bel (B), però com és una unitat molt gran, es fa servir normalment el seu submúltiple, el decibel (dB), per la qual cosa per a obtindre el resultat directament caldria multiplicar el segon terme de la fórmula per 10.